# Cantone di Bolívar (Manabí)
Il Cantone di Bolívar è un cantone dell'Ecuador che si trova nella Provincia di Manabí.
Il capoluogo del cantone è Calceta.